# Страка, Петр
Петр Страка (чеш. Petr Straka; 15 июня 1992, Пльзень, Чехия) — чешский хоккеист, нападающий. В настоящее время играет за клуб чешской Экстралиги «Литвинов».

## Карьера
Петр Страка является воспитанником чешского клуба «Пльзень». В 2009 году уехал в Северную Америку, играл в главной юниорской лиге Квебека. Второй его заокеанский сезон, 2009/10 получился очень удачным: он стал лучшим новичком лиги Квебека и всей Канадской хоккейной лиги. В следующих сезонах прогресс Петра Страки замедлился. Он все-таки провёл 3 матча в НХЛ за «Филадельфию Флайерз», но в 2018 году вернулся в Чехию, 3 сезона провёл в родной команде «Пльзень».
1 мая 2021 года перешёл в клуб «Литвинов».

## Достижения
- Обладатель Мишель Бержерон Трофи 2010
- Обладатель Кубка RDS 2010 [1]
- Лучший бомбардир (64 очка) и снайпер (28 шайб) среди новичков Главной юниорской лиги Квебека 2010

## Статистика
Обновлено на конец сезона 2020/2021
- Чешская Экстралига — 227 игр, 106 очков (50+56)
- НХЛ — 3 игры, 2 очка (0+2)
- АХЛ — 230 игр, 101 очко (46+55)
- Юниорская лига Квебека — 269 игр, 273 очка (125+148)
- Лига чемпионов — 20 игр, 8 очков (5+3)
- Сборная Чехии — 2 игры
- Всего за карьеру — 751 игра, 490 очков (226+264)